# Juliane Huth
Juliane Huth (geboren vor 1971) ist eine deutsche Juristin, Rechtsanwältin und ehemaliges stellvertretendes Mitglied des Hamburgischen Verfassungsgerichts.

## Beruflicher Werdegang
Juliane Huth betreibt eine Rechtsanwaltskanzlei in Hamburg. Ihre Tätigkeitsschwerpunkte liegen im Arbeitsrecht, Arzthaftungsrecht und in Verfahren zur Restitution von NS-verfolgungsbedingt entzogenem Kulturgut, insbesondere aus jüdischem Besitz.
1986 vertrat sie Mandanten, die an der Demonstration in Hamburg am 8. Juni 1986 teilgenommen hatten. Im sogenannten Hamburger Kessel wurden damals Demonstranten von der Polizei eingekesselt. Hunderte von Menschen wurden bis zu 13 Stunden lang innerhalb von Absperrketten von der Polizei festgehalten.
1988 vertrat sie den Kieler Semmel-Verlach in einem Verfahren, in dem das Kasseler Jugendamt bei der Bundesprüfstelle für jugendgefährdende Schriften die Überprüfung der Bildbände von Jean-Marc Reiser beantragt hatte. Das Jugendamt argumentierte, die Comics würden Kinder und Jugendliche schwer sittlich gefährden.
In den 1990er Jahren war sie stellvertretende Richterin am Hamburgischen Verfassungsgericht.
Juliane Huth erstellte unter anderem ein Gutachten für ein Verfahren. genannt Causa Kirchner, in dem es 2006 um die Restitution des Gemäldes Berliner Straßenszene von Ernst Ludwig Kirchner ging.
2020 schied sie aus der Hanseatischen Rechtsanwaltskammer Hamburg aus.

## Engagement
1971 war sie Teil der Aufsehen erregenden Aktion Wir haben abgetrieben!, bei der eine große Zahl prominenter und nicht prominenter Frauen – auch wenn dies zum Teil nicht zutraf – öffentlich bekannten, ihre Schwangerschaft abgebrochen und damit gegen geltendes Recht verstoßen zu haben.
1989 unterzeichnete sie eine von der Humanistischen Union veröffentlichte Erklärung, die sich auf folgenden Sachverhalt bezieht: Der Arzt Peter Augst hatte in einer Diskussion gesagt, Soldaten seien potentielle Mörder. Das Landgericht Frankfurt hatte geurteilt, dieser Satz sei vom Grundrecht auf Meinungsfreiheit gedeckt, und Augst freigesprochen. Daraufhin hatten Politiker das Urteil mit scharfen Worten angegriffen. Der Abgeordnete Johannes Gerster habe gar eine Rechtsbeugung in den Raum gestellt, Bundesjustizminister Hans A. Engelhard habe sich der Kampagne angeschlossen. Die Unterzeichnenden der Erklärung setzten sich für die richterliche Unabhängigkeit ein und stellten sich hinter die Richter der Strafkammer.
Im September 2008 unterzeichnete sie einen Offenen Brief für die Einstellung der Verfolgung ehemaliger jüdischer Partisanen in Litauen, der dem litauischen Botschafter in Berlin persönlich übergeben und dem deutschen Botschafter in Litauen sowie dem Europaparlament zugestellt wurde.

## Mitgliedschaften
Juliane Huth ist Mitglied des Republikanischen Anwältinnen- und Anwältevereins.

## Publikationen (Auswahl)
- Klaus Eschen, Juliane Huth, Margarethe Fabricius-Brand (Hg.): „Linke“ Anwaltschaft von der APO bis heute. Chancen und Versäumnisse. Köln 1988. ISBN 3-8161-0108-9